# Martin Samiec
Martin Samiec (* 23. července 1998) je český profesionální fotbalista, který hraje na pozici záložníka za český klub FK Třinec.

## Klubové statistiky
Aktuální k 1. listopadu 2024
| Sezona    | Klub           | Soutěž         | Zápasy | Góly |
| --------- | -------------- | -------------- | ------ | ---- |
| 2014/2015 | FK Třinec U–21 | Juniorská liga | 9      | 0    |
| 2014/2015 | FK Třinec      | Fortuna:NL     | 1      | 0    |
| 2015/2016 | FK Třinec U–21 | Juniorská liga | 25     | 3    |
| 2015/2016 | FK Třinec      | Fortuna:NL     | 5      | 0    |
| 2016/2017 | FK Třinec      | FNL            | 27     | 1    |
| 2016/2017 | FK Třinec      | Juniorská liga | 3      | 0    |
| 2017/2018 | FK Třinec      | FNL            | 23     | 3    |
| 2017/2018 | FK Třinec      | Juniorská liga | 7      | 0    |
| 2018/2019 | FK Třinec–21   | Juniorská liga | 16     | 1    |
| 2019/2020 | FK Třinec      | Juniorská liga | 13     | 2    |
| 2020/2021 | FK Třinec      | FNL            | 23     | 2    |
| 2021/2022 | FK Třinec      | Fortuna:NL     | 20     | 3    |
| 2022/2023 | FK Třinec      | Fortuna:NL     | 20     | 0    |
| 2023/2024 | FK Třinec      | MSFL           | 28     | 1    |
| 2024/2025 | FK Třinec      | MSFL           | 12     | 1    |

## Reprezentace
V roce 2015 odehrál Samiec tři zápasy za českou reprezentaci do 18 let.